# Металлист (завод, Уральск)
Завод «Металлист», в г. Уральске Казахской ССР был возведён для производства крупнокалиберного пулемёта НСВ-12,7 «Утёс», поскольку завод Дегтярёва в г. Ковров был полностью загружен.
Для постановки производства было командированы специалисты из стрелковых заводов Коврова, Ижевска, Тулы и Вятских Полян.
В производстве было применено множество совершенно новых и оригинальных технологий.
Выпуск продукции начат в 1973 г.

## Состояние завода после 1991г

### Акционирование
Завод был акционирован и переименован в ОАО «Металлист».

### Кризис предприятия
После развала СССР завод потерял рынки сбыта. Российская Федерация отказалась закупать продукцию предприятия и наладила производство более современного пулемёта «Корд» (на заводе в г. Коврове). Кроме того неэффективное руководство со стороны директора С. Канашевича привело к тому, что с 1997 г. рабочие перестали получать зарплату (на 2002 г. общий долг составлял около 200 млн. тенге, а на складах скопилось около 5000 единиц стрелкового оружия. В это же время был разработан заводом универсальный станок для пулемёта НСВ-12,7, которые были приняты на вооружение армией Казахстана и даже закуплена партия из ста штук, что, однако, не повлияло на общее состояние предприятия.
С 1997 г. по 2002 г. не было заключено ни одного контракта на поставку пулемётов, хотя на международной выставке вооружений в Абу-Даби (2001 г.) Министерство обороны Саудовской Аравии выразило заинтересованность в закупке партии НСВ−12,7, но контракт по неизвестным причинам сорвался. Также была произведена поставка пулемётов в третью страну через Болгарию, но закупающая сторона потребовала к пулемётам станки, которые были изготовлены и ими были доукомплектованы НСВ-12,7. Но опять по непонятным причинам деньги за поставленную продукцию на банковский счёт завода не поступили. Одной из причин низкой конкурентной способности продукции предприятия называется её высокая стоимость и отсутствие модернизации.
Руководство предприятия несколько раз брало кредиты в банках, но они тратились в основном на погашение задолженности по коммунальным услугам. Коммуникации завода ветшали и приходили в негодность. Одной из последних попыток выправления кризисной ситуации явился выпуск в конце 2001 года гладкоствольных охотничьих ружей, но поскольку у завода не было лицензии на выпуск продукции, в дело вмешалась прокуратура и выпуск ружей был прекращён.

### Конверсия предприятия
В феврале 2002 года на завод пришло новое руководство во главе Алиби Ахмеджановым. В 2003 году завод снизил свою задолженность на 200 млн тенге. Было решено отказаться от производства стрелкового оружия и начать выпуск продукции нефтегазового профиля, начат ремонт газотурбинных станций.
В апреле 2003 года завод «Металлист» был переименован в АО «Западно-Казахстанская машиностроительная компания».
В 2005 года в ходе своего визита на завод Президентом Казахстана Н. Назарбаевым была поставлена задача перед предприятием — освоить комплексный капремонт газовых турбин, которая выполнена.
Сейчас на предприятии производятся:
- нефтеподготовительные комплексы;
- печи для подогрева нефти, путевые подогреватели;
- воздухоподогреватели и воздухоочистители, системы воздушного охлаждения масла и газа для газоперекачивающих агрегатов;
- насосы высокого давления для подачи бурового раствора и кислотной обработки скважин;
- соединительные элементы для насосно-компрессорных труб, обсадных и буровых колонн;
- запчасти для винтовых забойных двигателей.

Кроме того завод производит сельхозтехнику (сборка сельхозтехники ООО КЗ «Ростсельмаш»), товары бытового назначения и ружья.
В 2008 году Н. Назарбаевым была поставлена другая задача: выпустить казахстанский газоперекачивающий агрегат
и в рамках этой задачи осваивается предприятием производство турбоблоков для газоперекачивающих агрегатов.
Производство крупнокалиберных пулемётов «Утёс» полностью прекращено; судьба остававшихся на складах свыше 4000 единиц этого оружия неизвестна.
На предприятии трудится 730 человек (по состоянию на сентябрь 2005 г.), производство сертифицировано согласно международного стандарта ИСО 9000.
По состоянию на сентябрь 2017 года: Производство НСВ "Утёс" возобновлено.

### Выпускаемая продукция
Печи подогрева нефти
- ППН10[1]. В ноябре 2022 АО "ЗКМК" запустил печь подогрева нефти мощностью 8 Гкал/ч в селе Лбищенское с участием акима ЗКО и заместителя генерального директора АО «КазТрансОйл».
- ПТБ-10Э
- ПНЭ-2,7
- ПТ-16/150